# 世にも奇妙な物語 秋の特別編 (1996年)
『世にも奇妙な物語 秋の特別編』（よにもきみょうなものがたり あきのとくべつへん）は、1996年10月2日（水曜）21:00 - 23:18（JST）にフジテレビで放送された『世にも奇妙な物語』の特別編。

## 不定期バスの客

### あらすじ
勤め先をリストラされた岡田は、生活苦からコンビニ強盗をはたらき、たまたま通りかかったバスに逃げ込む。そのバスは運転手を含めて7人の男女が乗り、全員が名札をつけているという奇妙なバスだった。ナイフをちらつかせてバスジャックを図るが、全員脅える気配もなく、自らの不幸な人生を語り始める。

### キャスト
- 岡田 - 中居正広
- 天馬 - 矢島健一
- 大崎 - 中村方隆
- 山田 - 小野敦子
- 小川 - 須藤真里子
- 柴田 - 手塚とおる
- 木村 - 三浦早苗
- 泉 - 佐藤仁美
- 店長 - 田中哲司
- 女店員 - 沢木麻美
- 上司 - 中村元則
- 同僚 - 島田裕介
- 回収業者 - 池田成志
- 主婦 - 畠山亘世
- 大家 - 本多晋
- 金融業者 - 椎名茂
- 恋人 - 三輪優子

### スタッフ
- 原作 - 中原文夫「不定期バスの客」（『神隠し』所集 / 集英社）
- 脚本 - 鈴木勝秀
- 演出 - 佐藤祐市

## のどが渇く

### あらすじ
サラリーマンの村上は砂漠で遭難するが、オアシスを見つけて奇跡的に助かり日本に戻ることができた。帰国後は何をしても好転するようになるが、常にのどが渇くという異常体質になる。

### キャスト
- 村上クリオ - 椎名桔平
- ノブ - 光石研
- 所長 - 伊藤絋
- 医者 - 伊藤洋三郎
- OL - 大村美樹
- エリ - 土屋久美子

### スタッフ
- 脚本 - 藤田昌裕、片岡K
- 演出 - 片岡K

## 壁の小説

### あらすじ
連続殺人犯を追う女刑事の三神は、精神病棟に隔離されていたという男へとたどり着く。院長の大山に案内された部屋は、壁に無数の文章がびっしりと書き込まれており、「書いたことが全て現実になってしまう」という能力の持ち主であったことがわかる。三神が読み始めると、その通りのことが実際に起き始める。

### キャスト
- 三神有紀 - 大塚寧々
- 大山晃 - 升毅
- 江田島徹 - 大高洋夫
- 隣の男 - 長江英和
- 少年 - 黒田勇樹
- 少女 - 吉野紗香
- 被害者の女性 - 水上杏子、相田美和
- 編集者 - 大堀浩一
- 刑事 - 山下道雄

### スタッフ
- 脚本 - 中村樹基
- 演出 - 星護

## すみません、握手して下さい

### あらすじ
平凡なサラリーマンの波之浜が突然人気者になり、行く先々で握手を求められるようになる。

### キャスト
- 波之浜茂 - 岡本信人
- プロデューサー - 鈴木慎平
- お局OL - 今井里美
- 波之浜の妻 - 堂ノ脇恭子
- おばさん - 松本じゅん
- 波之浜の上司 - 小倉雄三
- 警備員 - 伊藤博幸
- 同僚OL - 渡辺浩美、水樹奈々
- 同僚サラリーマン - 茂木和範、武中秀人、岩月輝行
- 八百屋のおにいさん - 濱近高徳
- 通勤路の女子高生 - 大西かおり、星野あずさ、小川真澄
- 電車内の女子高生 - 矢野絵美、宮田久美子、中村あゆ
- オフィス外の女の子 - 松田一穂、萩原由紀
- 本屋の女の子 - 太田麻紀子、奥山奈々、仲埜裕貴
- お弁当を食べてるOL - 平沢草、木之下綾、垣見忍、中原翔子
- 女子更衣室のOL - 笠原ゆき、小川華菜、中川理映子
- ディレクター - 五十嵐正敏
- 不機嫌なGAL - 田中陽子、黒崎奈那美、西野まり
- 横断歩道上のGAL - 佳奈、津川友美、三井田博美
- 化粧室のOL - 市川真帆、矢島裕子、名倉久乃
- 八百屋の女の子 - 飯田紗千、服部沙智子
- 波之浜の娘 - 松浦里菜
- 波之浜の息子 - 堤健亮

### スタッフ
- 脚本 - 北川悦吏子
- 演出 - 松田秀知

## 公園デビュー

### あらすじ
新しい街に引っ越してきた主婦の今日子は、子どもとともに公園デビューを図ろうとするが、その公園は様々な独自の不文律が存在していた。

### キャスト
- 椎名今日子 - 鈴木保奈美
- 椎名守 - 山崎一
- 椎名かりん - 奥田佳菜子
- 赤井美晴 - 山下容莉枝
- 須磨子 - 畠山明子
- タカシ君の母親 - 宮田早苗
- ゆきこちゃんの母親 - 原サチコ
- まりちゃんの母親 - 徳永廣美
- 利香 - 夏目龍子
- 公園ママ - 前田悠衣、内藤真弓、寺山麻紀、杉野奈津美、住吉理栄
- 赤井信博 - 三觜要介
- えりか - 磯部詩織
- タカシ - 工藤雅哉
- ユカ - 奥田真佑子
- 公園管理人 - ト字たかお

### スタッフ
- 原案 - 浅田敦史
- 脚本 - 戸田山雅司
- 演出 - 鈴木雅之